# Mohammed Nadir Schah

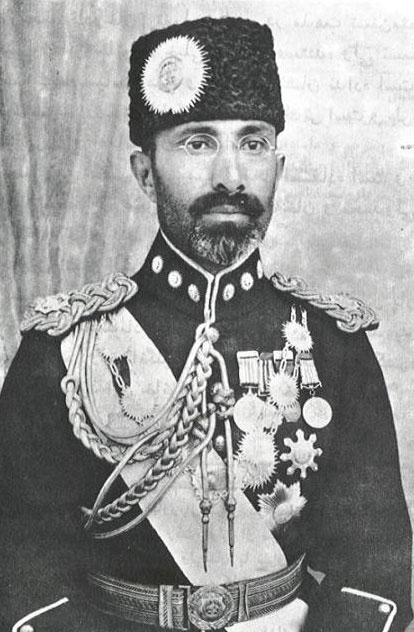
König Mohammed Nadir Schah

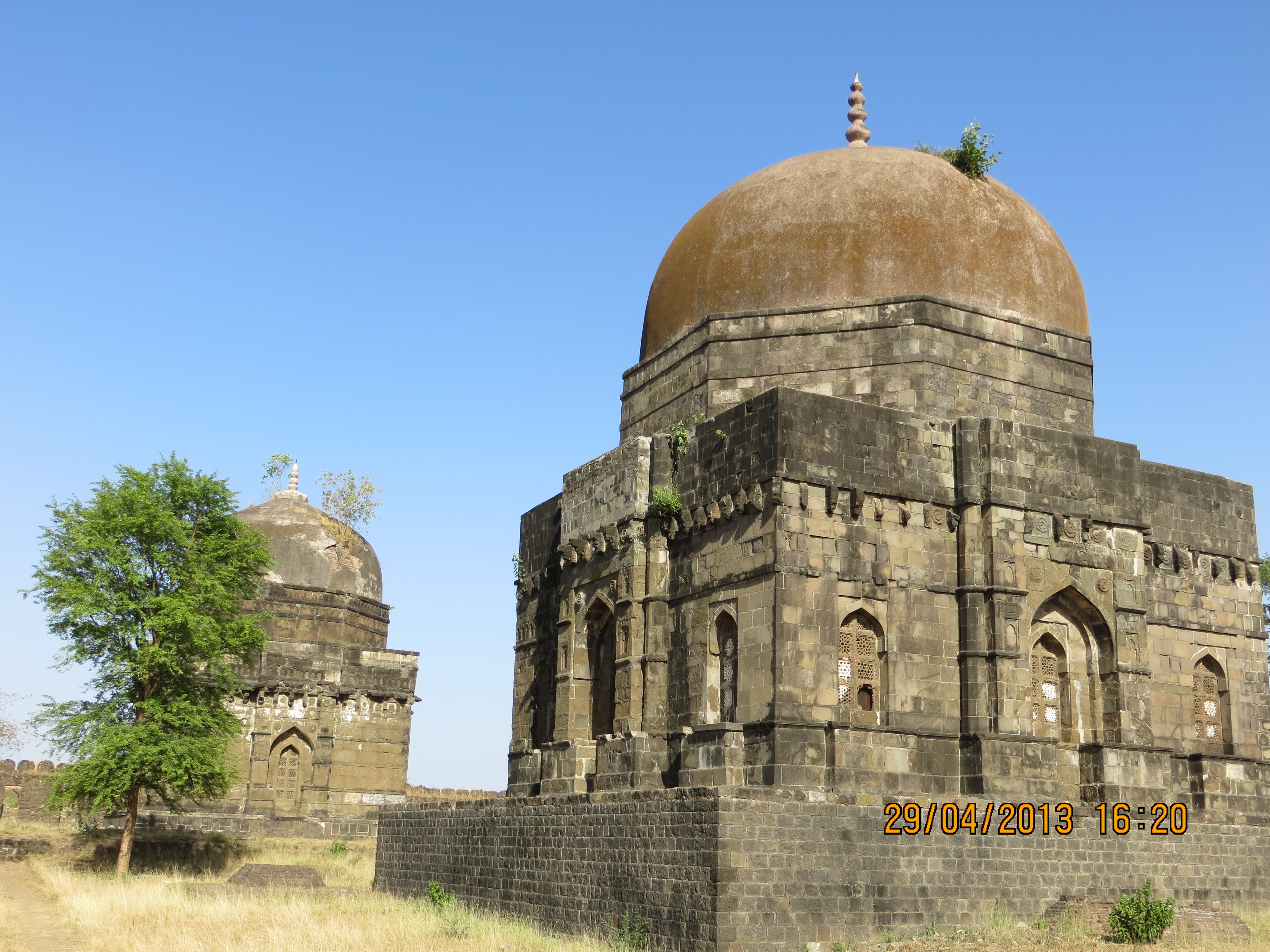
Mausoleum von Mohammed Nadir Schah

Mohammed Nadir Schah (paschtunisch محمد نادر شاه; * 10. April 1883 in Dehradun (heutiges Indien); † 8. November 1933 in Kabul) war von 1929 bis zu seiner Ermordung König von Afghanistan.
Im Verlauf des Ersten Weltkriegs und in der unmittelbaren Nachkriegszeit sympathisierte Mohammed Nadir Schah mit den Mitgliedern der provisorischen indischen Regierung in Kabul, der unter anderem Mahendra Pratap als Präsident und Abdul Hafiz Mohamed Barakatullah als Premierminister angehörten.
Nadir Schah war unter Amanullah Khan Kriegsminister gewesen und spielte eine große Rolle im afghanischen Krieg gegen Großbritannien von 1919, der schließlich zur vollständigen Unabhängigkeit des Landes führte. Nach seiner Zeit als afghanischer Gesandter in Frankreich fiel er in Ungnade und blieb als Exilant in dem Land.
Als Abkömmlinge einer Nebenlinie Amanullahs erhoben sich Nadir Schah und drei seiner Brüder (darunter Sardar Mohammed Haschim Khan, Sardar Mohammed Aziz Khan und Sardar Schah Mahmud Khan) 1929 zum Sturz des nur kurz regierenden Königs Habibullah Kalakâni. Habibullah hatte König Amanullah mit Hilfe einer Meuterei einiger Ulama und Stammesführer zur Abdankung gezwungen und eine nicht-paschtunische Herrschaft errichtet. Mit britischer Unterstützung wurde Habibullah aus Kabul vertrieben. Mohammed Nadir Schah ließ sich zum König ernennen und begann umgehend mit überstürzten Programmen zur ökonomischen und sozialen Modernisierung des Landes, was zum Konflikt mit der orthodoxen Ulama führte. Jedoch spielte er die Volksgruppen untereinander aus und ließ viele Menschen töten und verhaften. Dies führte zur Ermordung durch einen Studenten, ein Hazara mit Namen Abdul Khaliq. Nach der Ermordung von Nadir Schah im Jahr 1933 bestimmten Nadirs Brüder dessen Sohn Mohammed Sahir Schah zum Nachfolger, für den sie bis 1953 die Regentschaft führten.
Die Dynastie, die Vater und Sohn begründeten, wird auch Musahiban-Dynastie genannt, nach ihrem Zweig der Familie der Mohammedzai (auch Mohammadzai oder Mohamedsai), einem Unterclan der Baraksai.